# Кріс Вондоловскі
Кріс Вондоловскі (англ. Chris Wondolowski, нар. 28 січня 1983, Данвіль, Каліфорнія) — американський футболіст, нападник клубу «Сан-Хосе Ерзквейкс» та національної збірної США.
У складі збірної — володар Золотого кубка КОНКАКАФ.

## Клубна кар'єра
Народився 28 січня 1983 року. На рівні університетських команд грав за «Чико Стейт Вайлдкетс».
У дорослому футболі дебютував 2004 року виступами за команду клубу «Кіко Рукс», в якій провів один рік, взявши участь у 26 матчах чемпіонату. Більшість часу, проведеного у складі У складі, був основним гравцем атакувальної ланки команди. У складі цієї команди був одним з головних бомбардирів команди, маючи середню результативність на рівні 0,42 голу за гру першості.
Протягом 2005 року захищав кольори команди клубу «Сан-Хосе Ерзквейкс».
Привернув увагу представників тренерського штабу клубу «Х'юстон Динамо», до складу якого приєднався 2006 року. Відіграв за команду з Х'юстона наступні три сезони своєї ігрової кар'єри.
До складу «Сан-Хосе Ерзквейкс» повернувся 2009 року. Відтоді встиг відіграти за команду із Сан-Хосе 141 матч в національному чемпіонаті.

## Виступи за збірну
2011 року дебютував в офіційних матчах у складі національної збірної США. Наразі провів у формі головної команди країни 19 матчів, забивши 9 голів.
У складі збірної був учасником розіграшу Золотого кубка КОНКАКАФ 2011 року, де разом з командою здобув «срібло», а також розіграшу Золотого кубка КОНКАКАФ 2013 року, здобувши того року титул континентального чемпіона.
У травні 2014 року включений головним тренером збірної США Юргеном Клінсманном до заявки національної команди для участі у чемпіонаті світу 2014.
| Дата       | Місто        | Господарі | Результат | Гості          | Турнір                              | Голи | Примітки |
| ---------- | ------------ | --------- | --------- | -------------- | ----------------------------------- | ---- | -------- |
| 23-01-2011 | Карсон       | США       | 1 – 1     | Чилі           | товариський матч                    | -    |          |
| 04-06-2011 | Фоксборо     | США       | 0 – 4     | Іспанія        | товариський матч                    | -    |          |
| 07-06-2011 | Детройт      | США       | 2 – 0     | Канада         | Кубок КОНКАКАФ 2011 - груповий етап | -    |          |
| 11-06-2011 | Тампа        | США       | 2 – 1     | Панама         | Кубок КОНКАКАФ 2011 - груповий етап | -    |          |
| 14-06-2011 | Канзас-Сіті  | Гваделупа | 0 – 1     | США            | Кубок КОНКАКАФ 2011 - груповий етап | -    |          |
| 22-01-2012 | Глендейл     | США       | 1 – 0     | Венесуела      | товариський матч                    | -    |          |
| 26-01-2012 | Панама       | Панама    | 1 – 0     | США            | товариський матч                    | -    |          |
| 04-06-2012 | Торонто      | Канада    | 0 – 0     | США            | товариський матч                    | -    |          |
| 30-01-2013 | Х'юстон      | США       | 0 – 0     | Канада         | товариський матч                    | -    |          |
| 05-07-2013 | Сан-Дієго    | США       | 6 – 0     | Гватемала      | товариський матч                    | 1    |          |
| 09-07-2013 | Портленд     | Беліз     | 1 – 6     | США            | Кубок КОНКАКАФ 2013 - груповий етап | 3    |          |
| 13-07-2013 | Сенді        | США       | 4 – 1     | Куба           | Кубок КОНКАКАФ 2013 - груповий етап | 2    |          |
| 16-07-2013 | Іст-Гартфорд | США       | 1 – 0     | Коста-Рика     | Кубок КОНКАКАФ 2013 - груповий етап | -    |          |
| 21-07-2013 | Балтимор     | США       | 5 – 1     | Сальвадор      | Кубок КОНКАКАФ 2013 - чвертьфінал   | -    |          |
| 24-07-2013 | Арлінгтон    | США       | 3 – 1     | Гондурас       | Кубок КОНКАКАФ 2013 - півфінал      | -    |          |
| 15-11-2013 | Глазго       | Шотландія | 0 – 0     | США            | товариський матч                    | -    |          |
| 19-11-2013 | Відень       | Австрія   | 1 – 0     | США            | товариський матч                    | -    |          |
| 01-02-2014 | Карсон       | США       | 2 – 0     | Південна Корея | товариський матч                    | 2    |          |
| 02-04-2014 | Глендейл     | США       | 2 – 2     | Мексика        | товариський матч                    | 1    |          |
| Усього     |              | Матчів    | 19        |                | Голів                               | 9    |          |

## Титули і досягнення

### Командні
- Володар Золотого кубка КОНКАКАФ: 2013
- Срібний призер Золотого кубка КОНКАКАФ: 2011

### Особисті
- Найцінніший гравець сезону в MLS (1): 2012
- Найкращий бомбардир MLS (2): 2010 (18), 2012 (27)
- Найкращий бомбардир Золотого кубка КОНКАКАФ (1): 2013 (5)